# Beresk, Rojîșce
Beresk (în ucraineană Береськ) este o comună în raionul Rojîșce, regiunea Volînia, Ucraina, formată numai din satul de reședință.

## Demografie
Componența lingvistică a satului Beresk
     Ucraineană (99,43%)
     Alte limbi (0,57%)
Conform recensământului din 2001, majoritatea populației satului Beresk era vorbitoare de ucraineană (99,43%), existând în minoritate și vorbitori de alte limbi.